# Dunbrodya nitida
Dunbrodya nitida  (лат.) — вид жуков-листоедов (Chrysomelidae), единственный в составе рода Dunbrodya из трибы земляные блошки (Alticini, Galerucinae). 2 вида. Африка (ЮАР и Эфиопия). Мелкие жуки (около 5 мм) чёрного цвета с выпуклым телом овальной формы. Обладают прыгательными задними ногами с утолщёнными бёдрами. Усики 11-члениковые (3-й сегмент короче первого). Первый членик задних лапок равен одной трети от длины задних голеней. Питаются растениями (Asparagus, Asparagaceae).